# Zatwierdzenie reguł zakonnych franciszkanów
Zatwierdzenie reguł zakonnych franciszkanów – fresk włoskiego mistrza Domenica Ghirlandaia namalowany około 1485 roku. Obecnie znajduje się w kościele Santa Trinita we Florencji.
Fresk jest kolejną sceną z życia św. Franciszka namalowaną w Santa Trinita. Przedstawia scenę niezgodną z historyczną prawdą. Prawdziwe zatwierdzenie reguł zakonnych franciszkanów miało miejsce w Rzymie przez papieża Honoriusza III. Na fresku scena rozgrywa się we współczesnej Florencji, na tle Piazza dei Lanzi i arkad Loggii dei Lanzi oraz fasady Palazzo Vecchio po lewej stronie. Przed fasadą pałacu nie ma obecnie stojącego pomnika Dawid Michała Anioła, który powstał 20 lat później, i Galerii Uffizi. Wśród postaci, po prawej stronie Ghirlandaio umieścił Francesca Sassettiego w czerwonym płaszczu i Wawrzyńca Wspaniałego.